# دورسي بورنيت
دورسي بورنيت (بالإنجليزية: Dorsey Burnette)‏ هو مغن مؤلف ومغني وموسيقي وعازف قيثارة وكاتب أغاني أمريكي، ولد في 28 ديسمبر 1932 في ممفيس في الولايات المتحدة، وتوفي في 19 أغسطس 1979 في لوس أنجلوس في الولايات المتحدة بسبب نوبة قلبية.

## وصلات خارجية
- دورسي بورنيت على موقع بوكس ريك (الإنجليزية) (registration required)
- دورسي بورنيت على موقع IMDb (الإنجليزية)
- دورسي بورنيت على موقع ميوزك برينز (الإنجليزية)
- دورسي بورنيت على موقع إن إن دي بي (الإنجليزية)
- دورسي بورنيت على موقع أول ميوزيك (الإنجليزية)
- دورسي بورنيت على موقع ديسكوغز (الإنجليزية)